# Вилки (Рязанская область)
Вилки — деревня Поярковского сельского поселения Михайловского района Рязанской области России.

## География
Деревня находится на берегу р. Жрака в непосредственной близости от с. Поярково.

## Население
| 1929 | 2007 | 2010 |
| ---- | ---- | ---- |
| 382  | ↘30  | ↘25  |

## История
Одно из имений Оболенских.
До 1924 года деревня входила в состав Хавертовской волости Михайловского уезда Рязанской губернии
.

## Этимология
Название образовано от народного географического термина вила, вилка — «развилка дорог».